# Djebel Ousselat
Le djebel Ousselat ou djebel Ousselet (arabe : جبل وسلات) est une montagne calcaire située en Tunisie, au sein de la dorsale tunisienne. Elle culmine à 895 mètres d'altitude et reçoit des précipitations plus abondantes qu'en plaine, ce qui permet le développement d'une flore plus riche, protégée, et la présence de populations avérée depuis plusieurs millénaires.

## Géographie

### Topographie
Le djebel Ousselat est situé au centre de la Tunisie et rattaché à la dorsale tunisienne.
Il est localisé à environ 35 kilomètres à l'ouest de Kairouan et au nord de Haffouz. Il se prolonge vers le nord par le djebel Bou Zabouss. Le point culminant de la montagne est le djebel Chaïb (895 mètres). La ville de Oueslatia se situe sur son versant nord-est ; les plaines d'Oueslatia et de Kairouan l'encadrent.

### Géologie
La montagne est composée de calcaire.

### Climat
La moyenne des précipitations atteint environ 500 millimètres par an.

### Faune et flore
La végétation, dominée par le pin d'Alep, se compose principalement de marrube blanc, de pistachier lentisque, de laurier-rose et de genévrier de Phénicie et de romarin dans la partie basse, d'où s'étend ensuite une steppe.

## Histoire

### Préhistoire
Des vestiges d'une occupation humaine remontant au Néolithique y ont été découverts, en particulier des peintures rupestres dans plusieurs abris peints dont Aïn Khanfous, Oued Majel et Oued Chara.

### Moyen Âge et époque moderne
Le djebel est le foyer de l'antique tribu des Ousseltia.

### Seconde Guerre mondiale
En mars et avril 1943, le djebel Ousselat est l'objet de combats meurtriers dans le cadre de l'opération Pugilist de la campagne de Tunisie. Le 9e corps d'armée britannique, le 19e corps d'armée américain et la division de Constantine de l'armée française d'Afrique tiennent en échec la 164e division d'infanterie allemande et la 21e Panzerdivision. Le général Édouard Welvert, qui commande la division de Constantine, meurt tué par l'explosion d'une mine dans le secteur.

## Activités

### Économie
Le romarin, distillé par les habitants, constitue une source de revenus complémentaire.

### Protection environnementale
La région a été déclarée réserve naturelle par le gouvernement.

## Publications
- Jean Despois et Aimé Perpillou, « Le Djebel Ousselat, les Ousseltiya et les Kooub », Les Cahiers de Tunisie, Tunis, Faculté des lettres et des sciences humaines de Tunis, vol. 7, no 28,‎ 1959, p. 407-428 (OCLC 492073989, SUDOC 065375319, lire en ligne, consulté le 27 mai 2019).
- Lucette Valensi, « Le Djebel Ousselat au XVIIIe siècle », Les Cahiers de Tunisie, Tunis, Faculté des lettres et des sciences humaines de Tunis, vol. 12, nos 47-48,‎ 1964, p. 89-100.